# Прапор Туреччини
Червоний колір турецького прапора веде початок від Умара, правителя Арабського халіфату в 634—644 рр. і завойовника Палестини, Єгипту і Месопотамії. У XIV ст. червоний колір став кольором Османської імперії. Півмісяць із зіркою — символ ісламу.
Примітно, що початково зірка знаходилася всередині місяця, що з точки зору астрономії неправильно (зірка в такому випадку затулялася невидимою частиною Місяця), тому на початку XX ст. на вимогу астрономів вона була винесена за межі місяця.
Одні джерела вказують, що півмісяць, який вважається традиційним символом ісламу, з'явився на османських прапорах у середині XV ст. після переможної битви при Косовому полі, інші уточнюють, що він був запозичений з емблеми, узятої в 1453 р. у Константинополі (нині Стамбул), треті нагадують, що зображення півмісяця із зіркою Юпітера вважалося гороскопом султана Османа (правив наприкінці XIII — початку XIV ст.) і було родовою емблемою його династії.
Щоправда, зірки з'явилися на прапорах Османської імперії тільки на початку XIX ст., тоді вони були семи — і восьмипроменевими. П'ятипроменева зірка з'явилася в 1844 р. Довгий час на османських прапорах переважав священний зелений колір пророка Мухаммеда, лише в 1793 р. султан Селім III наказав узаконити червоний колір.
До моменту свого розпаду в 1918 р. Османська імперія мала прапор, на червоному полотнищі якого тричі повторювалося священне зображення білого півмісяця та білої п'ятипроменевої зірки. У 1923 р. отримав поширення прапор Турецької Республіки, який існує й досі. 29 травня 1936 року він був затверджений офіційно в пропорції 3:2.
До початку XX століття на гербі Османської імперії красувався, на тлі військових трофеїв, щит із золотим місяцем у зеленому полі. Вінчав щит султанський тюрбан. Минули десятиліття, Туреччина стала демократичною державою, султанат відійшов в минуле цієї країни. У наш час і на гербі, і на прапорі цієї держави розміщено однакове зображення — золотий півмісяць із зіркою на червоному полі.
Є безліч легенд про походження цих символів. Одна з них пов'язана з далеким 339-м роком до н. е., коли війська Філіпа Македонського, батька знаменитого полководця Олександра, оточили місто Візантій, так називався в давнину Стамбул. Облога була довгою і кровопролитною, жителі відчайдушно чинили опір, безліч людей загинуло в боротьбі за свободу. Тоді ворог вирішив зробити уночі підкоп під неприступну фортецю. Але раптом із-за важких чорних хмар виринув місяць і зірка поряд з ним. Вартові на вежах помітили ворога і підняли тривогу. З великими втратами воїни Філіппа відступили, а місто було врятовано. На згадку про цю подію, як символ свободи від загарбників, півмісяць із зіркою став емблемою Візантії. Через століття, в 1453 році, орди османського султана захопили місто, а потім і всю Східну Римську імперію. Емблема перейшла на стяг переможців, і відтоді півмісяць із зіркою красується на прапорі Туреччини.

## Схожі прапори

Прапор Алашської автономії
Символ Руху за незалежність Східного Туркестану
Прапор Турецької Республіки Північного Кіпру
Прапор Іракських туркменів
Прапор Республіки Хатай (1937-1939)